# Avocat din oficiu
Un avocat din oficiu este un avocat desemnat să reprezinte în instanță persoanele care nu își permit să își angajeze un apărător.
Brazilia este singura țară în care sistemul oferă asistență și reprezentare juridică gratuită persoanelor defavorizate, fiind prevăzut și în Constituție. În 1963, în Statele Unite ale Americii, după cazul Gideon v. Wainwright, Curtea Supremă de Justiție a Statelor Unite ale Americii a stabilit că al 6-lea Amendament impune statului să pună la dispoziție consiliere gratuită inculpaților indigenți, în procesele penale. Multe alte țări le asigură cetățenilor apărători din oficiu.

## De la țară la țară
În țările de drept civil, care utilizează Codul francez de procedură penală, instanțele desemnează, de obicei, avocați privați, care sunt mai apoi plătiți din bugetul public pentru serviciile prestate.

### Brazilia
Constituția Republicii Federative a Braziliei prevede în mod unic servicii de asistență juridică atât la nivel statal, cât și federal. Consultanța gratuită este un drept al persoanelor mai puțin privilegiate, care trebuie să declare, în mod formal, că nu își pot permite reprezentanță legală obișnuită, beneficiind astfel de serviciile unui avocat din oficiu. 
Apărătorii Publici, precum procurorii sau judecătorii, sunt admiși în funcție după o examinare civilă. Biroul de Asistență Juridică asistă clasa de mijloc, clasa inferioară și pe cei nevoiași, atât în materie de drept civil cât și penal. Cu toate acestea, cele mai sărace state din federație încă depun eforturi considerabile pentru înființarea unui birou de asistență juridică.
Apărarea din oficiu în Brazilia datează din 1897, când un decret a impus asistență juridică finanțată de stat în Rio de Janeiro, numind-o Asistență Juridică (Assistência Jurídica). Constituția din anul 1937 a extins  Assistência Jurídica pe tot teritoriul statului, dar fără aceeași eficacitate pe care a avut-o Constituția adoptată în 1988, utilizată și în prezent.

### Singapore
În Singapore, asistența legală este asigurată de Stat și de Oficiul de Servicii Pro Bono al Societății de Avocatură. 
Statul furnizează servicii de asistență legală, în cazurile penale, celor condamnați să execute pedeapsa capitală. De asemenea, pune la dispoziție servicii de reprezentare și consiliere juridică în cazuri civile, precum divorțul, custodia copilului (copiilor), adopție, concediere abuzivă, acordarea de procuri legale pentru administrarea averii unei persoane decedate/deschiderea testamentului, litigii chiriaș-proprietar, pretenții contractuale și acordarea de daune-interese, prin intermediul Biroului de Asistență Juridică (B.A.J.) al Ministerului de Justiție. Asistența din partea B.A.J. nu este gratuită, iar majoritatea clienților sunt obligați să contribuie la acoperirea cheltuielilor pentru activitatea juridică efectuată. Însă, evaluarea costurilor este pusă în seama unor criterii, printre care se află și resursele financiare ale persoanei în cauză. 
Oficiul de Servicii Pro Bono al Societății de Avocatură administrează  Departamentul de Coordonare al Asistenței Judiciare. Acesta din urmă  garantează asistență juridică celor nevoiași, aflați în imposibilitatea de a-și permite un avocat. Condiția este să facă obiectul unor învinuiri pentru care nu se aplică pedeapsa cu moartea, sub incidența legilor aplicate de CLAS, la Curtea de Justiție din Singapore.

### Germania
Statul german acordă reprezentare juridică, consultanță și sprijin în acoperirea cheltuielilor de judecată, în cazurile civile, celor care nu pot strânge fondurile necesare pentru a angaja un avocat, cu condiția să existe șanse rezonabile de reușită în instanță.  Acuzatul are dreptul la consiliere juridică când riscă minim un an de închisoare cu dosar penal. Deși există dreptul la consiliere juridică, nu există și un sistem de ajutor judiciar organizat. Prin urmare, orice avocat poate fi desemnat pentru a acorda consiliere legală unui inculpat, iar inculpatul are dreptul de a alege dintr-o gamă largă de consultanți. Întrebările privind cuantumul cheltuielilor de judecată sunt amânate până la încheierea dezbaterilor. Instanța va decide ce costuri  intră în sarcina celui fără câștig de cauză. Dacă acuzatul este achitat, acesta nu plătește cheltuielile de judecată. Dacă este condamnat, acuzatului i se va solicita să suporte cheltuielile de judecată, cu excepția cazului în care instanța constată că inculpatul este insolvabil.

### Regatul Unit
Există un număr limitat de barouri care asigură servicii de asistență juridică în Anglia și în Țara Galilor. Avocații, angajați de către Agenția pentru Asistență Judiciară, furnizează atât consultanță în cadrul secțiilor de poliție, cât și reprezentare la Curtea Magistraților și a  Coroanei. Majoritatea activităților de apărare penală finanțate de stat sunt efectuate de avocați privați, contractați de Agenția pentru Asistență Judiciară. Aceștia sunt plătiți în funcție de caz, în cadrul sistemelor de asistență legală.
În Scoția, pe lângă avocații privați remunerați în cadrul schemei de asistență, o rețea amplă de avocați angajați de Consiliul pentru Asistență Judiciară din Scoția, îi reprezintă în cadrul Oficiului de Solicitare a Asistenței Judiciare, pe cei acuzați de comiterea de infracțiuni.

### Statele Unite
În Statele Unite, termenul „Avocatul Poporului” este adesea folosit pentru a face referire la un[avocat desemnat din oficiu să reprezinte interesele acuzatului care nu își poate permite un reprezentant în instanță. Mai exact, Avocatul Poporului este un reprezentant legal sau împuternicit  care lucrează pentru un Barou de Asistență Juridică. Aceasta este o agenție finanțată de stat ce furnizează reprezentare dacă acuzatul este nevoiaș. Instanța  desemnează Baroul de Asistență Juridică pentru a reprezenta inculpatul, iar baroul atribuie un avocat cazului respectiv. În sistemul federal de justiție penală și în unele state și comitate, reprezentarea legală are loc prin intermediul unui oficiu de asistență juridică, finanțat din banii publici.
Unele tribunale pot numi avocați privați care și-au manifestat acordul în a reprezenta inculpații insolvabili, întâlnirile având ori o bază contractuală, prin care avocatul acceptă un anumit număr de cazuri trimise de instanță, pe durata contractului, ori cazuală, depinzând de la caz la caz. 
În 1963, în Statele Unite, prin cazul Gideon v. Wainwright, Curtea Supremă a stabilit că dreptul de a beneficia de apărarea unui avocat, prevăzut în al 6-lea Amendament, impune statului să pună la dispoziție consiliere gratuită acuzaților indigenți în procesele penale. Diferitele jurisdicții, în orice caz, utilizează abordări variate în furnizarea de consiliere juridică celor care au săvârșit un delict penal și nu își pot permite un avocat privat.

### Ungaria
În Ungaria, organele de poliție, procuratură sau instanță judecătorească (în funcție de cerințele cazului individual) desemnează un apărător în procesele penale, plătit din banii statului, pentru a-i reprezenta pe cei care nu își permit un avocat la libera alegere. Participarea unui avocat al apărării este solicitată de Codul de Procedură Penală. De obicei, un avocat privat este numit pentru fiecare dintre părțile implicate iar conflictul de interese dintre suspecții cu declarații contradictorii este evitat. De exemplu, același avocat nu poate reprezenta doi acuzați ale căror mărturii se contrazic reciproc. Dacă este condamnat, pârâtul este, în principiu, răspunzător pentru taxă, dar rareori plata este onorată.